# بئر المعاجلة (الرقة)
بئر المعاجلة قرية سورية تتبع ناحية سلوك في منطقة تل أبيض في محافظة الرقة. بلغ عدد سكانها 346 نسمة في عام 2004 حسب إحصاء المكتب المركزي للإحصاء.